# Beacon Tarn
Der Beacon Tarn ist ein See im Lake District, Cumbria, England. Der Beacon Tarn liegt am südlichen Fuß des Beacon Fell in den Blawith Fells westlich von Coniston Water. Der See hat keinen erkennbaren Zufluss. Der Tarn Beck bildet seinen Abfluss am südlichen Ende des Sees.
Der Beacon Tarn wird in der Kinderbuchreihe Swallows and Amazons von Arthur Ransome als der Ort erwähnt, an dem die Figur des Kapitän Flint das Fliegenfischen lehrt.